# BE-3
Das Blue Engine 3 oder BE-3 ist ein wiederverwendbares Flüssigkeitsraketentriebwerk der US-amerikanischen Firma Blue Origin.
Als Treibstoff verwendet das BE-3 Flüssigwasserstoff und Flüssigsauerstoff als Oxidator. Es werden bis zu 490 kN Schub auf Meereshöhe erreicht.

## Verwendung
Blue Origin setzt das Triebwerk seit 2015 in seiner suborbitalen New-Shepard-Rakete ein. Dabei trägt es nicht nur zum Start in den Weltraum, sondern auch zur vertikalen Landung auf der Erde bei. Auch in der größeren New Glenn soll das BE-3 in abgewandelter Form (BE-3U) in der zweiten und dritten Stufe zum Einsatz kommen.
Das Triebwerk war außerdem im Rennen für den Einsatz in der Oberstufe der Vulcan-Rakete der United Launch Alliance, verlor dieses aber gegen das RL10 von Aerojet Rocketdyne.

## Geschichte
Die Entwicklung des BE-3 folgt direkt auf die ersten Triebwerksentwicklungen von Blue Origin (BE-1 und BE-2). Diese basierten allerdings noch auf Peroxiden und Kerosin als Oxidator und Treibstoff. Das BE-3 ist somit also das erste von Blue Origin entwickelte Triebwerk, das mit Wasser- und Sauerstoff angetrieben wird.
Im Januar 2013 kündigte Blue Origin die Entwicklung des BE-3 offiziell an. Damals waren noch 440 kN Schub vorgesehen. Erste Tests der Brennkammer sollten bereits Mitte Februar am Stennis Space Center der NASA beginnen.

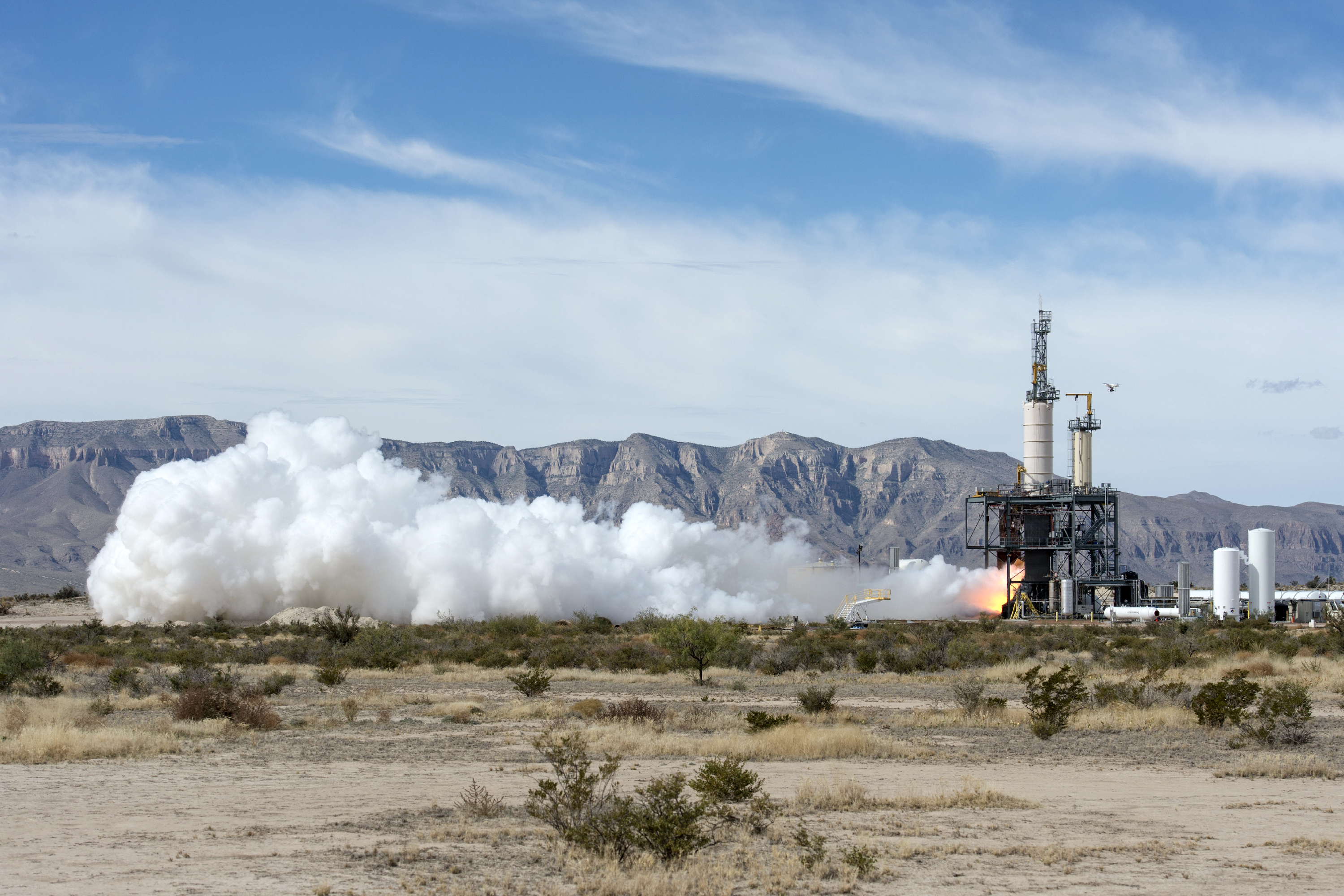
BE-3-Test

Ende 2013 simulierten die Ingenieure dann einen kompletten suborbitalen Flug mit dem BE-3. Erreicht wurden dabei die volle Leistung, eine längere Brenndauer, das Abschalten und Wiederstarten des Triebwerks, sowie ein starkes Drosseln der Leistung für die Landung.
Nach diesem Test änderte Blue Origin die Spezifikationen des Triebwerks: Es hatte sich herausgestellt, dass das BE-3 statt 440 kN bis zu 490 kN Schub erzeugen kann. Der Minimalschub wurde nun mit ca. 111 kN angegeben. Die endgültigen Spezifikationen verkündete die Firma im April 2015. Nun soll das Triebwerk sogar auf nur 89 kN gedrosselt werden können. Dieser niedrige Schub ist besonders am BE-3. Benötigt wird er für die kontrollierte Landung der Rakete nach dem Flug.
Im April 2015 wurden die Tests nach über 450 Zündungen und etwa 500 Minuten Brenndauer abgeschlossen. Noch im selben Monat fand bereits der Erststart der New Shepard mit dem BE-3 als Triebwerk statt. Dabei erreichte die Rakete eine Höhe von 93,5 km. Die geplante Landung misslang allerdings. Bei weiteren Flügen der New Shepard funktionierte das Triebwerk tadellos.
Damit war die Entwicklung des BE-3 abgeschlossen. Blue Origin kündigte darauf an, eine Version des Triebwerks zu bauen, die für den Einsatz im Vakuum des Weltalls angepasst ist. Genannt wird diese Variante BE-3U.
Im Januar 2016 erhielt die Firma Orbital ATK von der US Air Force mindestens 46,9 Millionen US-Dollar unter anderem für die Entwicklung einer Düse für das BE-3U.